# ウィリー・エスカラ
ウィリアム・デビッド・エスカラ（William David Escala 、1998年12月11日 - ）は、アメリカ合衆国フロリダ州マイアミ出身のプロ野球選手（内野手）。北米独立リーグ・アメリカン・アソシエーションのミルウォーキー・ミルクメン所属。キューバ人の父とチェコ人の母を持つ。

## 経歴
大学卒業後の2022年、北米独立リーグであるフロンティアリーグのサセックスカウンティ・マイナーズと契約しプロ入り。25試合に出場して打率.215、1本塁打、8打点、3盗塁を記録した。
2023年にはワールド・ベースボール・クラシック（WBC）のチェコ代表に選出された。大会終了後、WBCでのチェコ共和国へのスポーツ貢献が認められ、チェコ市民権を与えられた。また大会終了からフロンティアリーグが開幕するまでの期間限定でチェコ・エクストラリーガのフロッシ・ブルノに所属。打率.231（26打数6安打）、4打点という成績を残した。帰国後はサセックスシティに合流し92試合に出場。打率.285、4本塁打、42打点、20盗塁と大幅に成績を伸ばした。
2024年も引き続きサセックスシティと契約を結んだが、シーズン途中で退団。7月13日に北米独立リーグ・アメリカン・アソシエーションのミルウォーキー・ミルクメンに入団した。

## 人物
2023年のWBCでは日本戦で佐々木朗希から死球を受け、倒れこむ一幕があった。しかしすぐにプレーへ戻り、一塁上で帽子を取って謝罪の意を表した山川穂高に言葉を交わした後、一塁ベースを超えて全力疾走を見せた姿は、日本のファンで埋め尽くされたスタンドから大きな拍手が寄せられた。翌々日には佐々木から直接謝罪を受け、袋いっぱいのお菓子を渡された。
この交流を受け、佐々木の所属チームである千葉ロッテマリーンズは、7月にチェコ共和国との野球によるスポーツ交流を行うプロジェクト「マリーンズ-チェコ ベースボールブリッジプログラム」を立ち上げることとった。8月1日には、その一環としてチェコ代表監督のパベル・ハディムによる始球式が行われ、エスカラもスタジアムのモニターを使いビデオ出演した。

## 詳細情報

### WBCでの打撃成績
| 年 度 | 代 表  | 試 合 | 打 席 | 打 数 | 得 点 | 安 打 | 二 塁 打 | 三 塁 打 | 本 塁 打 | 塁 打 | 打 点 | 盗 塁 | 盗 塁 死 | 犠 打 | 犠 飛 | 四 球 | 敬 遠 | 死 球 | 三 振 | 併 殺 打 | 打 率 | 出 塁 率 | 長 打 率 |
| ----- | ------ | ----- | ----- | ----- | ----- | ----- | -------- | -------- | -------- | ----- | ----- | ----- | -------- | ----- | ----- | ----- | ----- | ----- | ----- | -------- | ----- | -------- | -------- |
| 2023  | チェコ | 4     | 14    | 12    | 1     | 1     | 0        | 0        | 0        | 1     | 0     | 0     | 0        | 0     | 0     | 1     | 0     | 1     | 3     | 0        | .083  | .214     | .083     |